# Pediluvio

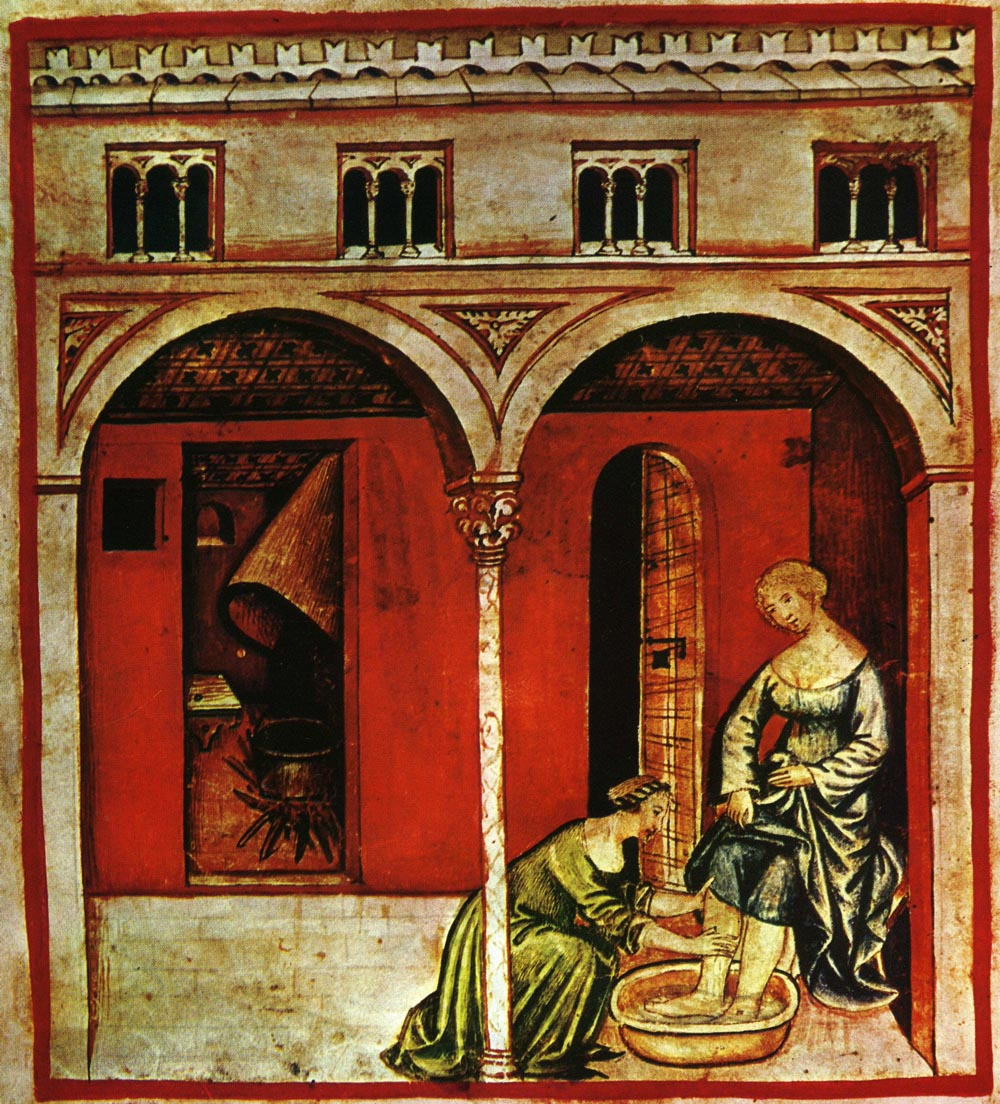
Acqua calda, tacuinum sanitatis casanatensis (XIV secolo)

Il pediluvio è un trattamento idroterapico che consiste nell'immersione dei piedi sino alle caviglie per un tempo più o meno lungo dentro l'acqua, solitamente riscaldata e con l'aggiunta di sostanze rilassanti o medicanti, a scopo rilassante, igienico o curativo. 
Il pediluvio può dare una sensazione di sollievo ai piedi affaticati. Fra le sostanze di uso comune sciolte nell'acqua vi è il sale da cucina (contro i gonfiori e la stanchezza) oppure il bicarbonato di sodio (rinfrescante).
Il pediluvio potrebbe essere lesivo per la salute del piede, sia dal punto di vista vascolare sia dal punto di vista dermatologico. Tra le problematiche, la vasodilatazione dovuta all'immersione in acqua calda e la proliferazione di miceti e batteri che si sviluppano negli ambienti caldo umidi. Inoltre, la presenza di sale da cucina, ampiamente usato nei pediluvi, apporta un'azione osmotica sulle cellule amplificando così la secchezza e il peggioramento di tutte le componenti disidrosiche e iperchertosiche del piede.